# Mathieu Guillon
Mathieu Guillon, né le 5 mars 1991 à Mont-de-Marsan (France, département des Landes), est un matador français.

## Présentation
Il débute en novillada sans picadors le 16 mars 2007 à Sopuerta (Espagne, province de Biscaye), puis en novillada piquée le 19 avril 2009 à Garlin (Pyrénées-Atlantiques) (une oreille). Le 1er mai 2009, il obtint deux oreilles et sort a hombros à Aire-sur-Adour (Landes). Le dimanche 27 juin 2010, il réalise deux belles faenas à Rieumes (Haute-Garonne) face à de bons novillos de Jalabert et coupe deux oreilles, quand dans le même temps les novilleros Thomas Joubert et Patrick Oliver font respectivement silence et oreille et silence et silence. Le 22 août 2010 à Saint-Sever (Landes), il se blesse lors de l'estocade du sixième taureau de la ganadería de Camino de Santiago.
Le 25 avril 2011, il torée à Mugron et coupe une oreille à son premier novillo d'El Jaral de la Mira. À l'occasion des fêtes de la Madeleine en juillet 2011 à Mont-de-Marsan, il affrontera trois novillos lors d'un mano a mano avec David Galvan.
En 2011, il torée notamment en novillada à Mont-de-Marsan le 18 juillet (salut et 2 oreilles), à Garlin le 30 juillet (salut et oreille), à Soustons (1 oreille et 2 oreilles) le 7 août, à Roquefort le 14 août (silence, un avis et silence), à Saint-Sever le 21 août (silence et oreille et silence), à Saint-Perdon délocalisée à Mont-de-Marsan (oreille-oreille) et le 4 septembre à Bayonne.
Il prend son alternative à Mont-de-Marsan le 19 juillet 2012 avec pour parrain Enrique Ponce.
En 2018, il choisit de stopper sa carrière de matador de toros pour devenir banderillero. Il est notamment entré dans les cuadrillas régulières de Thomas Dufau, Dorian Canton ou El Rafi.[réf. nécessaire]